# Vélo'v

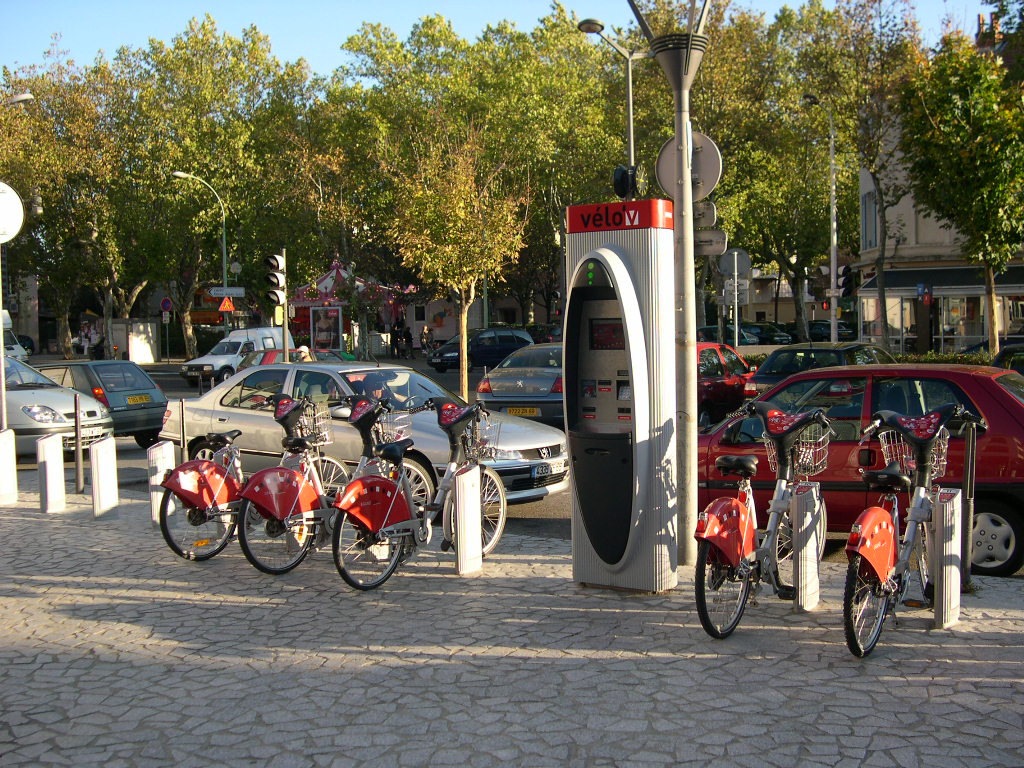
Stanoviště s koly

Vélo'v je systém sdílení kol, který funguje ve francouzském městě Lyon a jeho okolí ve spolupráci s reklamní firmou JCDecaux. Firma výměnou za exkluzivní prostor pro reklamu financuje systém, takže na něm město neprodělává. Smyslem půjčovny je snížit hustotu provozu ve městě, tím také snížit znečištění, přispět ke zdraví občanů další nabídkou zdravého pohybu a vytvořit v ulicích přátelskou atmosféru. Název byl vytvořen tak, aby v něm bylo francouzské slovo vélo (jízdní kolo) a anglické slovo love (láska).
Služba byla uvedena do provozu 19. května 2005 a nabízí uživatelům přes tři tisíce jízdních kol rozmístěných na více než 350 stanovištích v Lyonu a v sousedním Villeurbanne. Cílem je, aby vzdálenost k nejbližšímu stanovišti z kteréhokoliv místa ve městě byla nejvýše 300 metrů.
Uživatel systému si nejdříve musí zakoupit kartu, s kterou získává uživatelský účet a osobní identifikační číslo, pomocí kterých si na stanovištích může vypůjčit kolo. Kromě vlastnictví karty je podmínkou využívání systému věk alespoň 14 let. Samotné zápůjčky mohou trvat až čtyřiadvacet hodin.
V roce 2006 v systému údajně docházelo k 22 000 zápůjček denně a svůj účet mělo přes 52 000 lidí. Během roku najeli 6 400 000 kilometrů.
Zapůjčovaná jízdní kola jsou vybavena zámkem, košíkem, a elektronickým záznamovým zařízením. To umožňuje identifikaci kola, zaznamenává způsob využití včetně ujetých kilometrů a také stav jednotlivých součástí (alternátoru, brzd, světel).